# Las Canoas, Guanajuato
Las Canoas är en ort i Mexiko.   Den ligger i kommunen Abasolo och delstaten Guanajuato, i den centrala delen av landet, 280 km väster om huvudstaden Mexico City. Las Canoas ligger 1 691 meter över havet och antalet invånare är 116.
Terrängen runt Las Canoas är platt åt sydost, men åt nordväst är den kuperad. Runt Las Canoas är det ganska tätbefolkat, med 116 invånare per kvadratkilometer. Närmaste större samhälle är Pénjamo, 15,6 km sydväst om Las Canoas. Trakten runt Las Canoas består till största delen av jordbruksmark.